# Hilara vltavensis
Hilara vltavensis är en tvåvingeart som beskrevs av Straka 1976. Hilara vltavensis ingår i släktet Hilara och familjen dansflugor. Inga underarter finns listade i Catalogue of Life.